# 索勒瑙
索勒瑙是奥地利下奥地利州维也纳新城城郊县的一个市镇。总面积10.69平方公里，总人口4610人，人口密度431.2人/平方公里（2005年）。